# Technische Nothilfe
Technische Nothilfe (TeNo) byla technická pohotovostní služba podřízená Ordnungspolizei (OrPo) v Třetí říši.

## Počátky
Za vznikem organizace stojí vrchní velitel Reichswehru generálplukovník Hans von Seeckt, který obešel ustanovení Versailleské smlouvy, která zrušila vojenskou brannou povinnost v Německu a zároveň omezila německé ozbrojené síly, které nesměly překročit 100 000 mužů.
Prvním úkolem organizace Technische Ableilung bylo zabraňování zastavení práce (stávkokazectví) v kritické infrastruktuře (plynárny, vodárny, elektrárenské závody, železnice, pošta, zásobování potravinami). O zabránění stávkám psal český tisk už v roce 1922 jako o Technickém sboru pomocném nebo Technické nouzové výpomoci. Od této stávkokazecké činnosti přešla k pomoci při odstraňování následků živelných pohrom. Od roku 1919, kdy už organizace de facto existovala, prošla i organizačním vývojem. V roce 1933 byla podřízena ministerstvu vnitra. Organizace vydávala měsíčník s názvem „Die Räder". Dne 13. října 1936 byla včleněna jako Technická pomocná policie do Říšské policie (Technische Hilfkorps der Polizei). O činnosti organizace ve věci přípravy války psal český tisk už v roce 1933.

## Činnost
Technische Nothilfe vznikla de iure 25. března 1939, kdy byl zákonem vymezen okruh její působnosti. Neunikla pozornosti Ministerstva národní obrany Československa, které o ni referovalo:
- 12 000 vůdců
- 150 000 členů
- 500 místních skupin (Ortsgruppen)
- 14 denní školení vůdců
- Reichsschule (říšská škola) der Technische Nothilfe na hradě Eisenhardt v Bad Belzigu v Braniborsku.

Technische Nothilfe působila i v Protektorátě, ale jako organizace s výhradním členstvím říšskoněmeckých Němců. Velitelství TeNo při Pořádkové policii v protektorátě sídlilo na tehdejší ulici generála Roettiga 14 v Bubenči.
Češi nemohli být přiřazeni k TeNo, ale mohli být povoláni k nouzové službě. Tzv. nařízení o nouzové službě (říškoněmecké III. nařízení k zajištění potřebných sil pro úkoly zvláštního státně politického významu) z 15. října 1938 bylo rozšířeno Hermannem Göringem dne 25. listopadu 1939 i na Čechy.
Nařízení zavedení říšských předpisů o technické nouzové pomoci v protektorátě z 10. července 1942 (Věstník říšského protektora č. 33 z 8. srpna 1942) otevřelo nábor Čechů. Nábor se však záhy změnil v nedobrovolné přidělení Pracovním úřadem.
V červenci 1943 uzavřelo protektorátní Ministerstvo školství a lidové osvěty smlouvu s Technische Nothilfe, podle níž mělo odejít do Německa přibližně 2000 žáků průmyslových škol, přičemž některým z nich nebylo ještě sedmnáct let. Ministr Emanuel Moravec uvedl, že činnost v Technische Nothilfe bude studentům započítána jako praxe. V prosinci 1943 ministerstvo oznámilo, že studenti se vrátí domů nejpozději na konci ledna 1944.
Dne 10. května 1944 byla zřízena vládním nařízením č.109/1944 Sb. Protektorátní technická nouzová pomoc.
Dne 4. dubna 1945 byla výnosem říšského vedoucího Himmlera podřízena protektorátní Technische Nothilfe soudní pravomoci SS.

## Konec
Dne 10. října 1945 přijala Spojenecká kontrolní rada Zákon č. 2: Rozpouštění a likvidace nacistických organizací. V příloze byla na 61. místě uvedena Technische Nothilfe.